# 仇衡王
仇衡王（きゅうこうおう、生没年不詳）は、金官伽倻の第10代にして最後の王（在位:521年 - 532年）。譲王とも。廟号は世宗。父は鉗知王、母は淑である。王妃は桂花、息子に金奴宗、金武徳、金武力がいる。本国は食邑。

## 人物
当時の金官伽倻は、西隣の卓淳国、安羅国と伽倻南部の連合を結び、百済との同盟関係を継続した。仇衡王はその最後の王であり、520年代後半になると、新羅の異斯夫らの侵攻を受けた。532年に降伏し、妻子とともに新羅の王都に遷され、貴族である真骨身分と金姓（新金氏）を与えられた。
異説として、韓国の言語学者姜吉云（カン・ギルウン）によれば、仇衡王は禅譲後に日本に渡来し、後に「志帰嶋大王」（のちの欽明天皇（509年 - 571年、在位：539年 - 571年））として即位したと唱えているが、同じ説を鈴木武樹は1975年に『日本古代史99の謎』（94 アメクニオシハラキヒロニハは金官加羅王だったのか）で発表している。